# دیوید کولز (بازیکن فوتبال)
دیوید کولز (انگلیسی: David Coles؛ زادهٔ ۱۵ ژوئن ۱۹۶۴) بازیکن فوتبال اهل بریتانیا است.
از باشگاه‌هایی که در آن بازی کرده‌است می‌توان به باشگاه فوتبال هلسینکی، باشگاه فوتبال منزفیلد تاون، باشگاه فوتبال یئوویل تاون، باشگاه فوتبال نیوپورت کانتی، باشگاه فوتبال بیرمنگام سیتی، و باشگاه فوتبال برایتون اند هوو آلبیون اشاره کرد.